# Memfis Film
Memfis Film AB, även känt under namnen Memfis Filmproduktion AB och AB Memfis Film & Television, är ett svenskt filmproduktionsbolag. Memfis har bland annat producerat Lukas Moodyssons och Josef Fares filmer.

## Produktioner (i urval)
- 1992 – Änglagård
- 1996 – Harry & Sonja
- 1997 – Bara prata lite
- 1997 – Tranceformer
- 1998 – Hela härligheten
- 1998 – Fucking Åmål
- 1998 – Lucky People Center International
- 2000 – Den bästa sommaren
- 2000 – Hundhotellet – En mystisk historia
- 2000 – Jalla! Jalla!
- 2000 – Tillsammans
- 2002 – Lilja 4-ever
- 2002 – Malcolm
- 2003 – Kopps
- 2003 – Utvecklingssamtal
- 2004 – Masjävlar
- 2004 – Fragile
- 2005 – Krama mig
- 2008 – Fishy
- 2010 – Farsan
- 2013 – Vi är bäst!
- 2016 – Upp i det blå
- 2023 – Tillsammans 99